# Tăng thân nhiệt
Tăng thân nhiệt là tình trạng nhiệt độ cơ thể của một cá nhân tăng cao hơn mức bình thường do điều chỉnh nhiệt thất bại. Cơ thể của người bệnh sản sinh hoặc hấp thụ nhiều nhiệt hơn khả năng cơ thể phát tán nhiệt. Khi nhiệt độ tăng cao xảy ra, nó trở thành một cấp cứu y tế cần điều trị ngay lập tức để ngăn ngừa tàn tật hoặc tử vong.
Các nguyên nhân phổ biến nhất bao gồm say nắng và phản ứng bất lợi với thuốc. Đột quỵ nhiệt là sự gia tăng nhiệt độ cấp tính do tiếp xúc với nhiệt độ quá cao, hoặc sự kết hợp giữa nhiệt độ và độ ẩm, áp đảo các cơ chế điều chỉnh nhiệt của cơ thể. Thứ hai là một tác dụng phụ tương đối hiếm gặp của nhiều loại thuốc, đặc biệt là những thuốc ảnh hưởng đến hệ thần kinh trung ương. Tăng thân nhiệt ác tính là một biến chứng hiếm gặp của một số loại gây mê toàn thân.
Tăng thân nhiệt khác với sốt ở chỗ điểm cố định nhiệt độ của cơ thể không thay đổi. Ngược lại là hạ thân nhiệt, xảy ra khi nhiệt độ xuống dưới mức cần thiết để duy trì sự trao đổi chất bình thường.

## Phân loại
Ở người, tăng thân nhiệt được định nghĩa là nhiệt độ lớn hơn 37,5–38,3 °C (99,5–100,9 °F)  tùy thuộc vào tham chiếu được sử dụng, xảy ra mà không thay đổi điểm đặt nhiệt độ của cơ thể.
Nhiệt độ cơ thể người bình thường có thể lên tới 37,7 °C (99,9 °F) vào cuối buổi chiều. Tăng thân nhiệt đòi hỏi một độ cao với nhiệt độ vượt dự kiến. Độ cao như vậy từ nhẹ đến cực đoan; thân nhiệt trên 40 °C (104 °F) có thể đe dọa tính mạng.

## Dấu hiệu và triệu chứng
Giai đoạn đầu của tăng thân nhiệt có thể là "kiệt sức vì nóng" (hoặc "stress nhiệt"), với các triệu chứng có thể bao gồm đổ mồ hôi nhiều, thở nhanh và mạch nhanh, yếu. Nếu tình trạng tiến triển thành say nắng, thì da nóng, khô là điển hình  khi các mạch máu giãn ra trong nỗ lực tăng mất nhiệt. Không có khả năng làm mát cơ thể thông qua mồ hôi có thể khiến da cảm thấy khô. Tăng thân nhiệt do bệnh thần kinh có thể bao gồm ít hoặc không đổ mồ hôi, thiếu thay đổi nhịp tim và nhầm lẫn hoặc mê sảng.